# Morgens und abends zu lesen
Morgens und abends zu lesen ist ein Gedicht von Bertolt Brecht. Er schrieb es im August 1937 für Ruth Berlau, als er sich im dänischen Exil befand. Der Literaturwissenschaftler Gerhard Härle zählt das Gedicht „zum Zartesten, das in der deutschen Liebeslyrik zu finden ist“.

## Inhalt und Deutung
Das Gedicht lässt sich in zwei Abschnitte einteilen. Im ersten Abschnitt (Zeilen 1–3) berichtet das (weibliche) lyrische Ich von einer Aussage des geliebten Menschen. Wer dieser Geliebte ist, wird nicht mitgeteilt. Das lyrische Ich beschränkt sich darauf, ihn „der, den ich liebe“ zu nennen. Alles was man erfährt ist, dass er dem lyrischen Ich bestätigt hat, dass es für ihn wichtig ist.
Der, den ich liebe
Hat mir gesagt
Daß er mich braucht.
Aus dieser Bestätigung resultiert nun das uns im zweiten Gedichtabschnitt mitgeteilte Verhalten des lyrischen Ichs. Dieser Abschnitt wird eingeleitet durch das stark betonte „darum“, das eine ganze Zeile füllt. Weil das lyrische Ich die Gewissheit hat, dass es vom Geliebten gebraucht wird, achtet es auf seine Unversehrtheit. Es sorgt sich um sich, weil es sich um den Geliebten sorgt. Wie groß das Ausmaß dieser Sorge ist, macht Brecht dadurch deutlich, dass er sogar einen Regentropfen als eine Bedrohung erscheinen lässt (Hyperbel).
Darum
gebe ich auf mich acht
Sehe auf meinen Weg und
Fürchte von jedem Regentropfen
Daß er mich erschlagen könnte.
In diesem Gedicht verdeutlicht der Dichter die enge Beziehung zwischen zwei sich liebenden Menschen durch die Darstellung eines zunächst paradox erscheinenden Phänomens: aus Liebe zum anderen sorgt sich das lyrische Ich in übertriebener Weise um sein eigenes Leben. Um nicht zu vergessen, wie wichtig es ist, um des anderen willen auf sich selbst zu achten, ist dieser Text „morgens und abends zu lesen“.
Das Motiv der „Fürsorge des liebenden Ich für sich selbst als eine Lebensnotwendigkeit für den Anderen, der des Ichs bedarf“, findet laut Gerhard Härle eine Parallele in dem 22. Sonett von William Shakespeare My glass shall not persuade me, übertragen von Christa Schuenke:
[…] O, Liebster, darum gib so acht auf dich
Wie ich auf mich – deinet-, nicht meinetwegen.
Ich trag dein Herz und halt es fürsorglich
Wie Ammen kleine Kinder zärtlich hegen. […]

## Form
Morgens und abends zu lesen ist ein Rollengedicht, in dem Brecht die Geliebte sprechen lässt. Es besteht aus zwei verschieden langen Strophen. Die erste hat drei Zeilen, die zweite Strophe fünf. Das reimlose Gedicht, das weder ein bestimmtes Versmaß noch eine feste metrische Form hat, ist in einer einfachen, unverschlüsselten Sprache geschrieben. Die Verben im zweiten Abschnitt, jeweils an den Zeilenanfang gestellt, lassen eine gewisse Steigerung (Klimax) erkennen: gebe acht, sehe, fürchte.
Die Raffinesse des Gedichts, so Hanns-Josef Ortheil, entstehe „durch Brechts eminenten Sinn für Rhythmus, Takt und Komposition, der zwischen dem "Er" und dem "Ich" melodisch, auf alle drei Zeilen gleichermaßen verteilt, vermittelt und alles in Schwebe hält.“

## Vertonungen
Es gibt Vertonungen des Gedichts von Ernst Hermann Meyer und Alfred Thiele.

## Ausgaben (Auswahl)
- Bertolt Brecht. Werke. Große kommentierte Berliner und Frankfurter Ausgabe, Band 14 Gedichte und Gedichtfragmente 1928-1939. Bearbeitet von Jan Knopf et al., Suhrkamp Verlag, 1. Auflage, Frankfurt am Main 1993, ISBN 978-3-518-40014-2, S. 353.
- Bertolt Brecht: Gedichte über die Liebe. Ausgewählt von Werner Hecht, 1. Auflage, Suhrkamp, Frankfurt am Main 1994, ISBN 978-3-518-22161-7, S. 143.